# Yodakandiya
Yodakandiya fou una reserva d'aigua construïda al segle ii aC pel rei Gamani de Sri Lanka.
Es va formar en una vall a la part oest del riu Kirinde Oya. L'embassament és d'uns 3 km de llarg i una alçada de 5 a 6 metres; la superfície era de 570 hectàrees i la seva capacitat de més d'un bilió de metres cúbics. Segles després va quedar cobert per la jungla.